# Бендлер-блок
Бе́ндлер-блок (нем. Bendlerblock) — комплекс зданий в берлинском районе Тиргартен округа Митте. Появился в 1914 году и получил название по улице Бендлерштрассе, в свою очередь названной в честь муниципального политика Иоганна Кристофа Бендлера. С 1914 года здание находилось в ведении различных военных учреждений, с 1993 года является второй штаб-квартирой Федерального министерства обороны Германии.
В нацистской Германии в здании по адресу Бендлерштрассе 11—13 размещалось управление сухопутных войск по общим вопросам и кабинет командующего армией резерва в Верховном командовании сухопутных войск. В этом здании собирались участники движения Сопротивления и организаторы заговора 20 июля Людвиг Бек и Клаус Шенк фон Штауффенберг. В память об участниках движения Сопротивления в здании открыт музей Сопротивления, а во дворе здания 20 июля 1953 года в присутствии правящего бургомистра Западного Берлина Эрнста Рейтера был открыт мемориал казнённым офицерам.